# Leliehaantje
Het leliehaantje (Lilioceris lilii) is een opvallende kever uit de familie van de bladkevers (Chrysomelidae). De kever is in veel streken waar hij voorkomt een exoot, verspreid naar landen waar hij van nature niet voorkomt. De export van lelies is daarvan de voornaamste oorzaak. 

## Beschrijving
Het leliehaantje heeft als imago een felrood borststuk en idem dekschilden; de rest van het lichaam is zwart. Daardoor lijkt deze soort sterk op de zwartkopvuurkever (Pyrochroa coccinea), maar deze laatste soort wordt veel groter, mist de sterke, wasachtige glans en heeft meer gezaagde tasters. Ook is het lichaam van het leliehaantje wat ronder van vorm. De maximale lengte is ongeveer 8 tot 11 millimeter. 
De larve heeft een oranje, made-achtig uiterlijk en een zwarte kop. De larve camoufleert zich echter met de eigen, slijmerige ontlasting. De larve smeert de eigen ontlasting uit op de bovenzijde van het lichaam. Een soortgelijke camouflage gebruiken de larven van de schildpadtorren (Cassida). Larven van dit geslacht verzamelen hun eigen droge poepjes tussen de stekeltjes aan de bovenzijde.

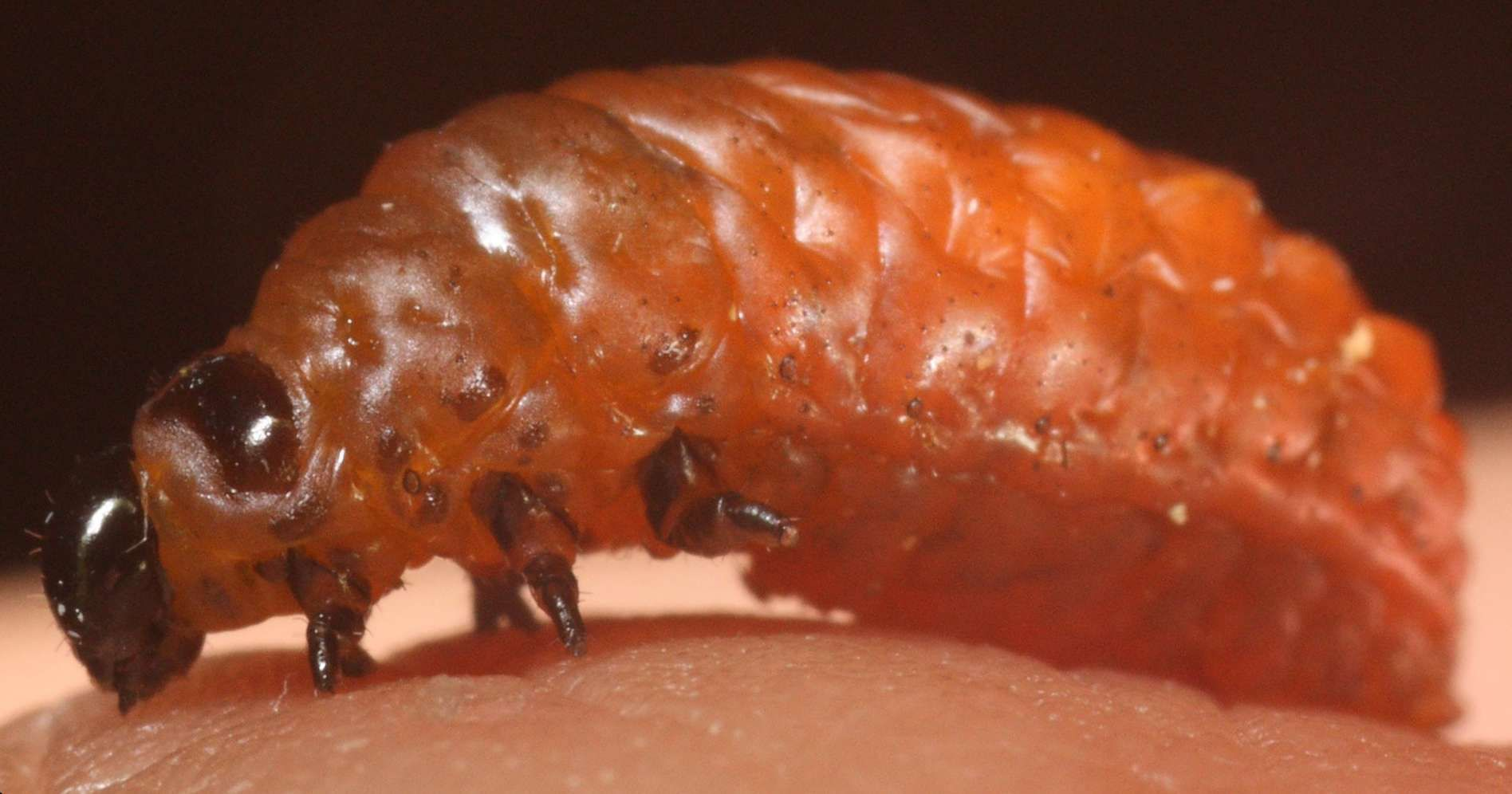
Larve

## Levenswijze
Het leliehaantje is vrijwel de hele lente en zomer te zien, van april tot augustus. Zowel het imago als de larve leven op diverse soorten van de geslachten Lilium (lelie) en Fritillaria (onder meer wilde kievitsbloem en keizerskroon). Naar verluidt wordt het leliehaantje ook wel aangetroffen op soorten van de geslachten Allium, Convallaria en Polygonatum. De vondsten op Allium spp. betreffen waarschijnlijk echter het sterk gelijkende bruinrood leliehaantje, dat zich onderscheidt door zijn rode poten en voorkeur voor waardplanten uit het geslacht Allium.
Vogels mijden de volwassen kever omdat deze onaangenaam smaakt. De larve camoufleert zichzelf met de eigen ontlasting, waardoor een gelijkenis ontstaat met een hoopje vogelpoep, dat door geen enkel dier gegeten wordt.

## Ontwikkeling

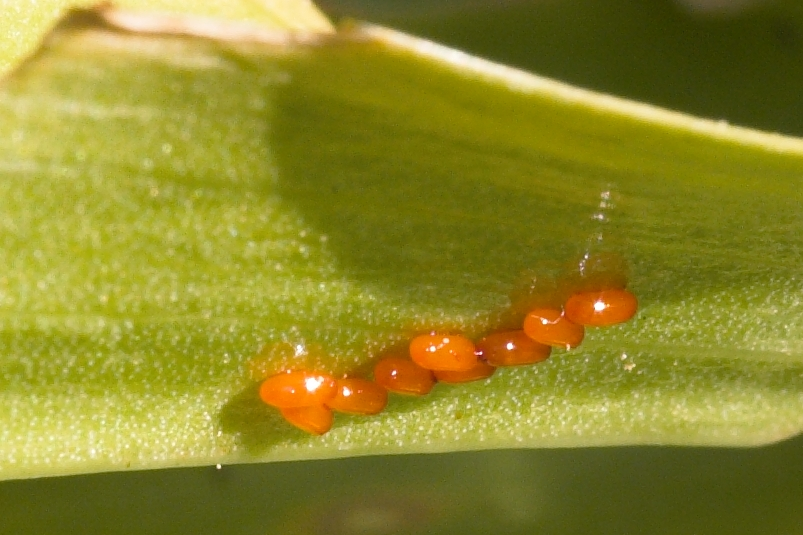
Eitjes

Het leliehaantje overwintert als imago en kruipt rond april uit de schuilplaats, zoals gaten in stronken of onder de grond. Er worden gedurende enkele maanden eitjes afgezet aan de onderzijde van bladeren die na ongeveer een week uitkomen. De larve is na twee weken volgroeid en verpopt in de grond, en na enkele weken komt de imago tevoorschijn.

## Plaagdier
De larven van het leliehaantje, die minder opvallend maar des te vraatzuchtiger zijn, kunnen grote schade veroorzaken aan hun waardplant, met name aan de bladeren ervan. De volwassen leliehaantjes zijn meer bezig met voortplanten dan met eten en vallen bovendien goed op, zodat ze makkelijk te vangen zijn. De volwassen leliehaantjes zetten echter niet synchroon eieren af, maar gedurende meerdere maanden over het groeiseizoen. Dit verspreidt ook de aanwas van larven over het groeiseizoen. De voortdurende aanwas van vraatzuchtige larven maakt dat het leliehaantje als plaag moeilijk te bestrijden is. 